# 지방도 제321호선
지방도 제321호선은 경기도 안성시 공도읍 만정사거리와 광주시 오포동 추자 교차로를 잇는 경기도의 지방도이다.

## 연혁
- 2005년 3월 28일 : 기존 지방도 제321호선인 '현덕 ~ 안산선'을 폐지[1]
- 2005년 3월 28일 : 지방도 제321호선을 새로 지정[2]
- 2006년 10월 2일 : 용인 ~ 포곡간 도로(용인시 처인구 유방동 ~ 포곡읍 전대리) 4.06km 구간 개통[3]
- 2007년 4월 30일 : 용인 ~ 포곡간 도로(용인시 처인구 역북동 ~ 유림동) 2.28km 구간 개통[4]
- 2012년 9월 28일 : 용인 ~ 남사간 도로 1공구(용인시 처인구 이동면 서리(서리 교차로) ~ 하반곡 교차로) 1.7km 구간 개통[5]
- 2014년 9월 23일 : 용인 ~ 남사간 도로 2공구(용인시 처인구 이동면 서리 ~ 남사면 완장리) 2.83km 구간 개통[6]
- 2018년 7월 23일 : 용인 ~ 남사간 도로 2공구(용인시 처인구 남사면 완장리 ~ 아곡리) 2.85km 구간 개통, 기존 용인시 처인구 이동면 서리 ~ 남사면 아곡리 총 3.28km 구간 폐지[7]

## 주요 경유지
- 안성시
  - 공도읍 만정사거리 - 서안성농협삼거리 - 만정리
  - 양성면 방신리 - 덕봉리 - 양성사거리 - 동항리 - 만세고개(안성3·1운동기념관)
  - 원곡면 성은리 - 성은삼거리

- 용인시
  - 처인구
    - 남사읍 원암리 - 남촌초등학교 - 진목 교차로 - 봉명삼거리 - 내기삼거리 - 방아리 - 창리 - 남곡사거리 - 아곡리 - 완장리 - 사리째고개
    - 이동읍 사리째고개 - 하반 교차로 - 서리터널(약 240m) - 서리 - 성덕마을입구사거리 - 공원묘지삼거리 - 학고개터널(약 180m)
    - 역북동 학고개터널(약 180m) - 용인대학교 - 용인대입구삼거리 - 등기소앞사거리 - 수원지방법원 용인법원 - 첫다리 교차로 - 선봉대입구오거리 - 운곡1 교차로 - 운곡2 교차로 - 역북터널(745m)
    - 유림동 역복터널(745m) - 유림1 교차로 - 유림2 교차로 - 여수곡터널(280m)
    - 포곡읍 여수곡터널(280m) - 삼전 교차로 - 마성1 교차로 - 전대 교차로 - 전대교앞(에버랜드) - 유운리 - 신원리
    - 모현읍 매산리 - 매산사거리 - 일산리

- 광주시
  - 오포동 추자 교차로

## 중복 구간
- 안성시 공도읍 만정사거리 ~ 만정리 : 지방도 제302호선과 중복
- 안성시 양성면 양성사거리 ~ 용인시 처인구 남사면 봉명삼거리 : 국가지원지방도 제23호선과 중복
- 안성시 양성면 양성사거리 ~ 성은삼거리 : 지방도 제306호선과 중복

## 도로명
- 안성시 공도읍 만정사거리 ~ 양성면 양성사거리 : 덕봉서원로
- 안성시 양성면 양성사거리 ~ 만세고개 : 만세로
- 안성시 양성면 만세고개 ~ 용인시 처인구 남사읍 봉명삼거리 : 천덕산로
- 용인시 처인구 남사읍 봉명삼거리 ~ 이동읍 서리 : 처인성로
- 용인시 처인구 이동읍 서리 ~ 학고개터널 : 백자로
- 용인시 처인구 역북동 학고개터널 ~ 용인대입구삼거리 : 용인대학로
- 용인시 처인구 역북동 용인대입구삼거리 ~ 등기소앞사거리 : 중부대로
- 용인시 처인구 역북동 등기소앞사거리 ~ 포곡읍 전대교앞 : 성산로
- 용인시 처인구 포곡읍 전대교앞 ~ 광주시 오포동 추자 교차로 : 곡현로